# Pierre-Louis Rivet
Pierre-Louis Rivet, francoski general, * 1883, † 1958.